# چوکور (شاوشات)
چوکور (به ترکی استانبولی: Çukur) یک منطقهٔ مسکونی در ترکیه است که در شاوشات واقع شده‌است. چوکور ۲۱۵ نفر جمعیت دارد.